# Rajinikanth
Rajinikanth (Bangalore, 12 december 1950), geboren als Shivaji Rao Gaikwad, is een Indiase acteur. Hij werd door de Indiase regering onderscheiden met de Padma Bhushan (2000) en Padma Vibhushan (2016) voor zijn bijdrage aan de Indiase filmindustrie.

## Biografie
Na voltooiing van zijn schoolopleiding vervulde Rajinikanth verschillende banen, waaronder die van koelie en bus conducteur. Hij trad daarnaast op in Kannada toneelstukken. Na het zien van een advertentie van de nieuw geopende Madras Film Institute besloot hij zich aan te melden voor acteerlessen. Hoewel zijn ouders hier niet achter stonden, motiveerde een vriend hem ervoor te gaan en hem financieel te steunen. Tijdens zijn verblijf in het instituut werd hij opgemerkt door Tamil filmregisseur K. Balachander die hem adviseerde Tamil te leren, wat Rajinikanth direct opvolgde. 
Hij maakte zijn debuut in 1975 met een kleine rol als agressieve echtgenoot in de film Apoorva Raagangal. Hij werd positief ontvangen door critici. Rajinikanth speelde veelal ondersteunende en negatieve rollen aan het begin van zijn carrière. Hij werd voor het eerst als hoofdrolspeler weggezet in Bairavi (1978) wat hem de status van een superster gaf. De films met Rajinikanth in de hoofdrol zijn vooral bekend om de wilde, absurde vechtscènes en achtervolgingen. 
Rajinikanth is de vader van filmregisseurs Aishwarya R. Dhanush en Soundarya Rajinikanth.